# 万达信息
上海万达信息系统有限公司是中華人民共和國上海市一家軟件公司。前身是1980年代中期由上海市高校部分部分學生與出国留学归来的科研人员组建的软件实验室，1990年改名为上海软件技术研究所。1995年底，软件所由事业性研究机构转制为企业，並更名為上海万达信息系统有限公司。2011年，万达信息上市。
2014年12月，万达信息与上海市衛生健康委員會签订上海市健康管理云平台建设战略合作框架协议，万达信息負責建設上海健康管理云平台。2015年11月5日，健康雲平台基本建成。同年年底，上海健康云在上海市4个区投入试点运行。2022年3月，上海疫情出現反復後，核酸检测人数增加，健康云APP和健康云小程序經常崩溃，核酸报告也出現了延誤，並且連帶萬達信息運營的随申办市民云也出現了宕機。上海卫健委主任邬惊雷特地為此道歉。